# 新龙庄
新龙庄是中国广东省广州市从化区的一个自然村。在太平镇北面约2000米，属何家埔村管辖。清朝建村。1998年时，全村人口66人。